# جيمس روثمان
جيمس إدوارد روثمان (بالإنجليزية: James Rothman)‏ (ولد في 3 نوفمبر 1950) هو فيرغوس والاس (بالإنجليزية: Fergus Wallace)‏ أستاذ «العلوم الطبية الحيوية» في جامعة يال، ورئيس قسم «علم الأحياء الخلوي» في «كلية الطب بجامعة ييل»، ومدير معهد نانوبيولوجي في «حرم جامعة ييل الغربية» ، تلقي العديد من الأوسمة والجوائز العالمية، بما في ذلك «جائزة الملك فيصل العالمية» في عام 1996 ، وجائزة جائزة لويزا غروس هورويتز من جامعة كولومبيا وجائزة ألبرت لاسكر للأبحاث الطبية الأساسية في عام 2002.

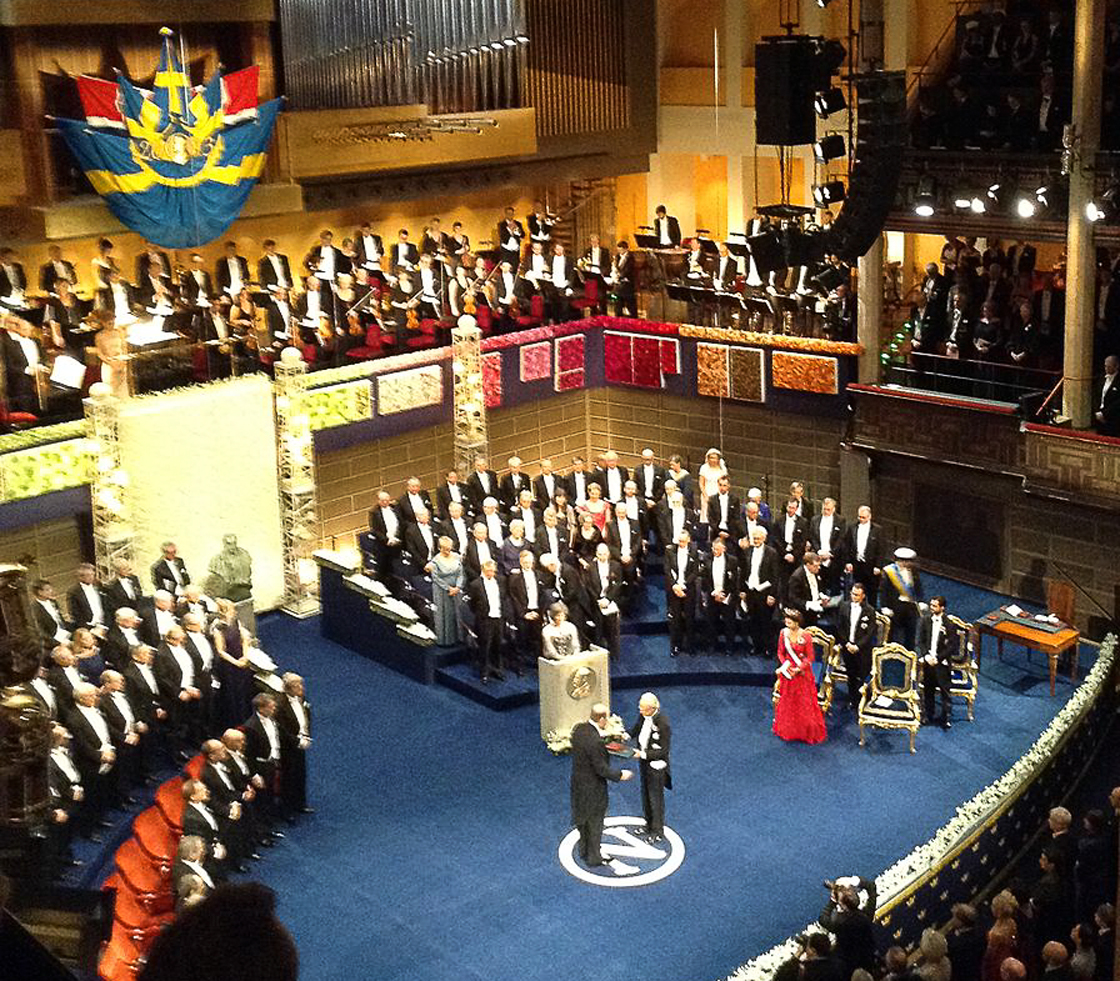
حفل جائزة نوبل: تسلم جيمس روثمان جائزته من ملك السويد.

في عام 2013، كان روثمان واحد من ثلاثة باحثين تقاسموا جائزة نوبل في الطب أو علم وظائف الأعضاء (مع توماس سودهوف وراندي شيكمان).

## روابط خارجية
- جيمس روثمان على موقع الموسوعة البريطانية (الإنجليزية)
- جيمس روثمان على موقع مونزينجر (الألمانية)